# Boxholmskoncernen
Boxholms AB är en svensk industrikoncern hemmahörande i Boxholm, Östergötland. Koncernen består av dotterbolagen AB Alvenius Industrier (stålrörssystem), Eurotempest AB (IT-säkerhet), Boxholm Invest AB (värdepappershandel) och Boxholms Förvaltnings AB (fastighetsbolag). 
Boxholms AB var tidigare en typisk brukskoncern med bland annat stål- och järnverk, gruvor,[källa behövs] sågverk, mejeri och skogs- och jordbruk. I början av 1980-talet inledde dock den dåvarande ägaren AB Iggesunds Bruk en omfattande omstrukturering av verksamheten, vilken resulterade i att huvuddelen av ståltillverkning idag finns inom Ovako-gruppen. Boxholms AB:s omsättning uppgick före omstruktureringen 1981 till drygt 532,7 miljoner kr och antalet anställda var 950.

## Historik

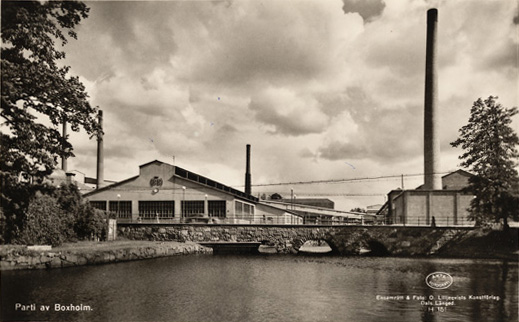

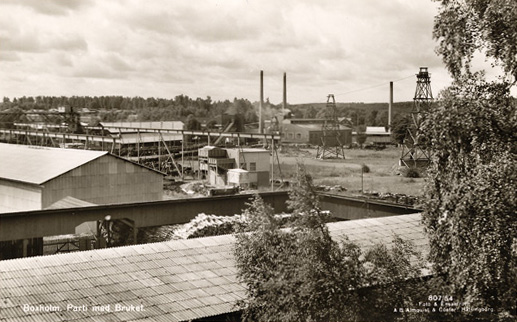

### Boxholms bruk grundas
Boxholms AB:s historia går tillbaka till år 1754 då ägaren till Boxholms säteri, kammarherren Gabriel Adolf Ribbing af Zernava fick tillstånd att anlägga två manufakturhamrar vid Svartån, kallade Gabrielshammar och Beatahammare, efter sitt och hustruns namn. Hammrarna anlades på torpet Gropens grund under Timmerö. Under de närmaste åren kom verksamheten att byggas ut med bland annat nya smedjor och 1765 omnämns brukets sågverk för första i en rapport till bergskollegium. Från år 1778 kommer Boxholms bruk att vara i släkten af Buréns ägo. 1782 får denne tillstånd att samla alla hammare under en järnstämpel, Bx, och Boxholms bruk är fött.

### Boxholms AB bildas
Boxholms bruks produktion ökade många gånger om under de följande hundra åren i samband med att nya investeringar gjordes. Bland annat byggdes ett stångvalsverk och ett plåtvalsverk. 1878 infördes också lancashireprocessen, vilken kom att vara av stor betydelse för brukets fortsatta utveckling. 1872 bildades Boxholms AB av den dåvarande huvudägaren och disponenten Pontus af Burén för att få in mer kapital till att göra nya investeringar. Man anlade varmvalsverk och masugn, och med träkol från bolagets skogar och malm från egna gruvor, främst från Kantorps gruva (såld till Boliden 1966) i centrala Södermanland, utvecklades bruket efter hand till ett medelstort svenskt järnbruk. 1917 övertog han även gruvan i Stav.
Företaget, som emellertid blev en av södra Sveriges största skogsägare, kombinerade verksamheten med en sågverksrörelse och på senare tid med bl.a. dörrtillverkning. År 1890 utökades verksamheten även med ett mejeri, vilket flyttade in i sina nuvarande lokaler 1939.
1913 köptes Stens bruk.

### Martinprocessen införs och bruket elektrifieras
1915 infördes martinprocessen vid Boxholm och ett nytt finvalsverk togs i drift (vilket kom att vara i drift fram till 1977 då det nuvarande byggdes). Under och efter andra världskriget kom slutligen alla valsverken vid bruket att byggas om för elektrisk drift. Det första elektriska hade emellertid installerats redan 1893. Detta förblev i drift till 1960 då det ersattes av det nuvarande grov-  och mediumvalsverket, det s.k. Bredgårdsverket. Efterkrigstiden kom också att domineras av stora utbyggnader för produktion av kallvalsat och kalldraget material. I samband med detta lades dock bland annat tillverkningen av spik (vilken hade varit med från brukets start 1754) ned och 1959 blåstes hyttan ned för sista gången.
Samtidigt expanderades verksamheten genom anläggandet av sinterverk i Kantorp och Stavs gruvor, och expeditions- och trävarurörelse drevs i Norrköpings hamn.

### Uppköp, avveckling och omstrukturering

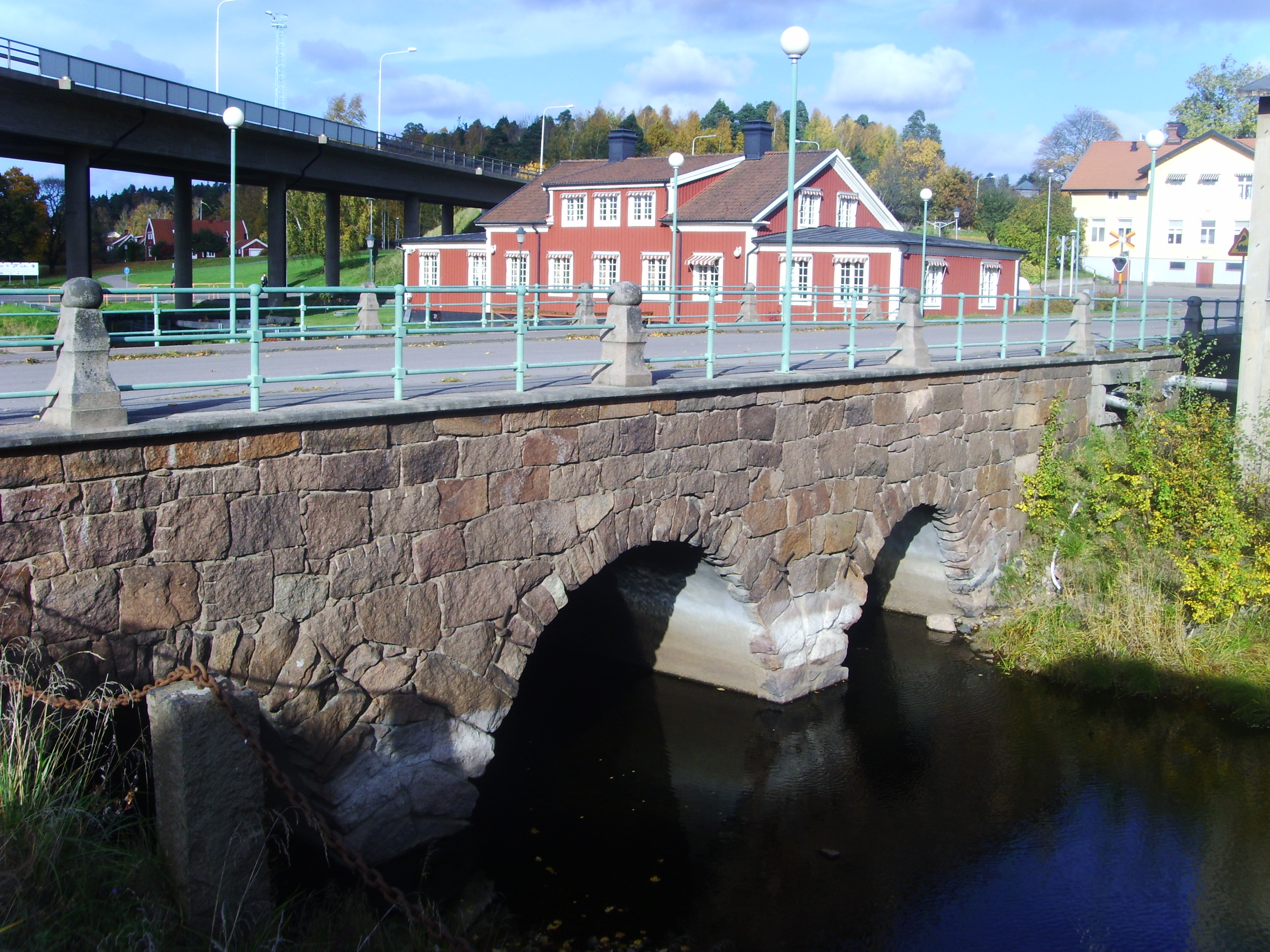
Det forna brukskontoret i Boxholm, vid Svartån och stenvalvsbron från 1789.

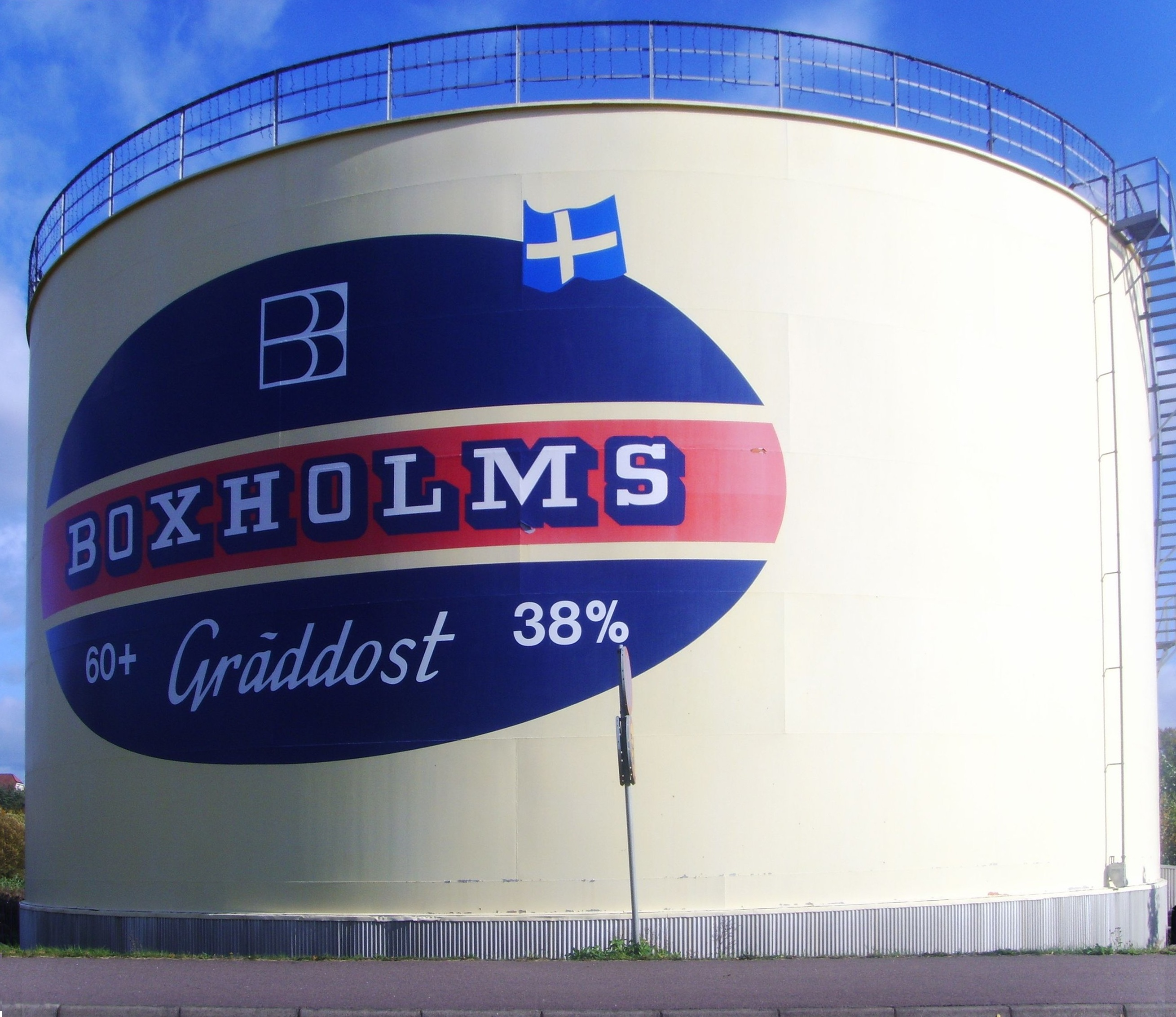
Boxholms Mejeri ingick i Boxholms AB fram till 2011.

År 1965 blev Boxholms AB ett dotterbolag till AB Iggesunds Bruk, som i samband med stålkrisen 15 år senare inledde en omfattande omstrukturering av företaget. Nämnas ska också att Boxholms AB mellan åren 1973 och 1979 arrenderade Horndals bruk av Fagersta AB.
Med anledning av svensk stålindustris försämrade resultat kom under 1970-talet ett flertal utredningar vilka rekommenderade samarbete mellan bruken, produktbyte och strukturrationaliseringar. Mest känd är den s.k. Handelsstålsutredningen på vars grundval handelsstålsjätten SSAB bildades 1978. De mindre handelsstålsverken, exempelvis det vid Boxholm, var även de tvungna till samgående för att klara konkurrensen. LO:s tidigare ordförande Arne Geijer kom bl.a. med ett förslag där Boxholms AB, Smedjebackens Valsverks AB och Hallstahammars AB skulle sammanslås under SSAB:s ledning. Boxholms ledning kom samtidigt med ett eget förslag där Boxholms AB gick samman med Kockums Jernverks AB i Kallinge, Projekt Sydstål. Ingendera av dessa förslag realiserades dock, istället beslutade ägarna till Boxholm och Smedjebackens Valsverk i juni 1981 att utreda ett samgående mellan företagen. Detta resulterade i att Smedjebackens Valsverk köpte ståldelen av Boxholms AB, med undantag för kalldraget, för att bilda Smedjebacken-Boxholm Stål AB (SmeBox). 
Boxholms AB:s omsättning uppgick vid tidpunkten (1981) till drygt 532,7 miljoner kr och antalet anställda var 950. 200 000 ton varmvalsat stångstål och 20 000 kalldraget stål producerades under 1980. Till Boxholms AB hörde 35 000 hektar skog och man hade en avverkning på 175 000 kubikmeter. Genom sågverket passerade drygt 90 000 kubikmeter. I dörrfabriken tillverkades 20 000 säkerhetsdörrar och brandklassade dörrar. Vid mejeriet producerades 600 ton ost. Till företaget hörde även ett lantbruk med 125 hektar åker och ca 200 nöt- och mjölkdjur.   
En omfattande omstrukturering inleddes av Boxholms AB i samband med att större delen av stålproduktionen övergick till SmeBox.  Först att läggas ned var martinstålverket (det sista i drift i Sverige med produktion av basiskt martinstål) och gjuteriet 1981. Det andra steget i omstruktureringen togs vid årsskiftet 1983/84 då Iggesunds Bruk avvecklade alla intressen i Boxholms AB. I samband med detta såldes skogen och det mycket moderna sågverket till Skanska. Lantbruket blev privatägt. Det som sedan var kvar av Boxholms AB – Rest-Boxholm som det ibland kallats – såldes till Bengt Åke Bengtsson som då satt som vice ordförande i styrelsen för Boxholms AB. Vid övertagandet var företaget uppdelat i Division Kalldraget Stål, Division Dörr, Division Mejeri samt Boxholms Industrisystem AB. 389 personer var totalt anställda vid Boxholms AB då.   
Produktionen av kalldraget stångstål flyttades 1984 över till ett nybildat dotterbolag, Boxholm Kalldraget Stål, (nuvarande Steeltec Boxholm AB tidigare Boxholm Stål AB). Även mejeridivisionen ombildades till dotterbolag. De kvarvarande divisionerna och delarna av Boxholms AB såldes sedan av. Bland då nybildade företag som övertog enheter från Boxholms AB märks bl.a. Accalon AB (materialhanteringssystem) och Boxholm Produktion AB (rörbockningsmaskiner, trärör och träsilos).
I augusti 2007 såldes Boxholm Stål AB till tyska Schmolz+Bickenbach AG.

### Fundia bildas

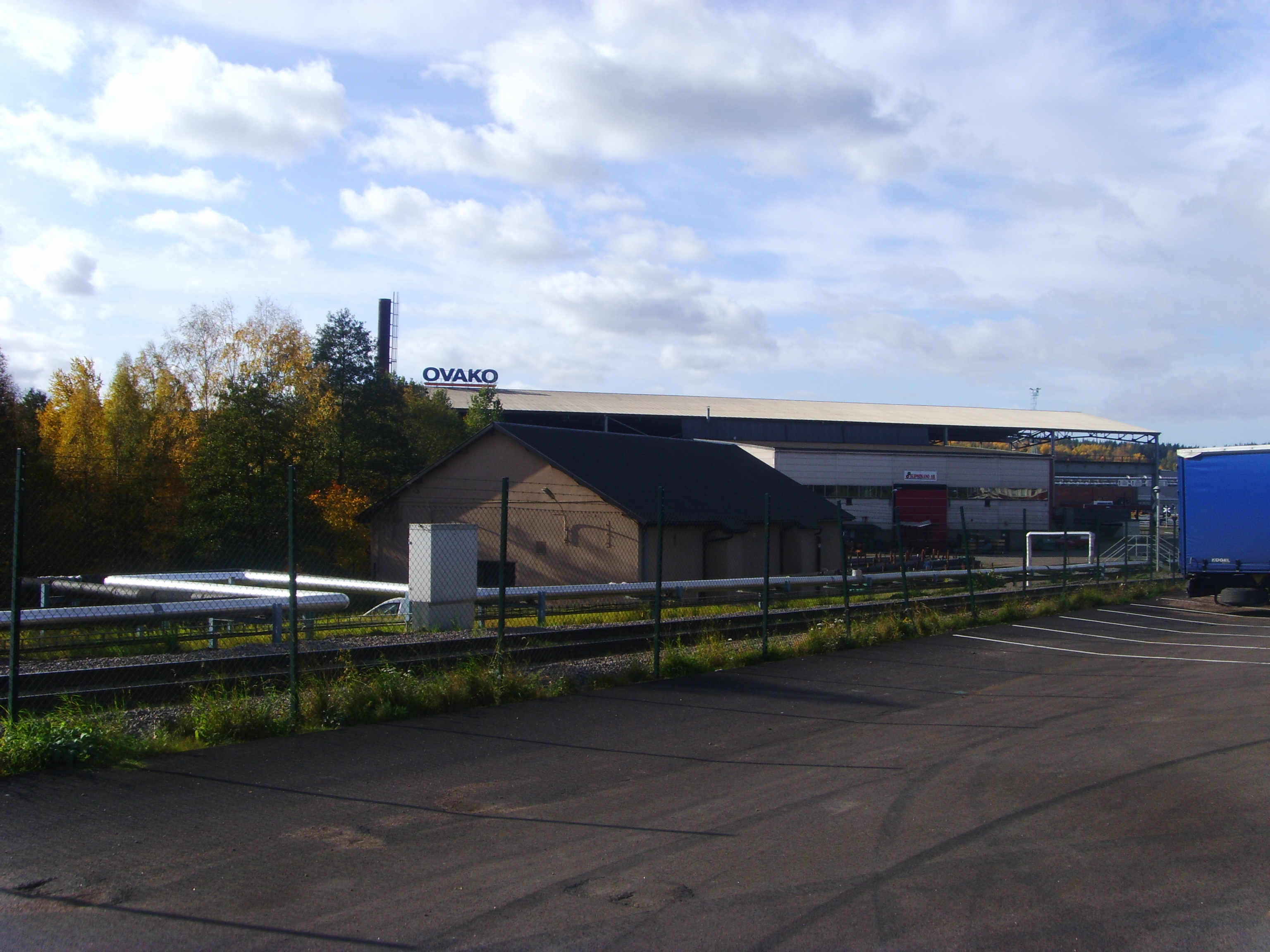
Ovakos industribyggnader i Boxholm.

Smedjebacken-Boxholm fick 1989 namnet Fundia Steel AB, efter att ha blivit uppköpt av konkurrenten Welbond, som samtidigt ändrade namn till Fundia AB. Fundia blev sedan i sin tur uppköpt av finska Rautaruukki Oy och Norsk Jern Holding A/S 1991. 1996 blev Fundia ett helägt dotterbolag till Rautaruukki, och idag arbetar cirka 250 anställda vid enheten i Boxholm vilken tillsammans med Smedjebacken fram till den 10 maj 2005 ingick i dotterbolaget Fundia Special Bar AB. Efter sammanslagning 2005 med Ovako Steel AB, Imatra Steel Ab Oy samt de andra Fundiaföretagen (med undantag från Fundia Reinforcing) går verksamheten numera under namnet Ovako Bar AB.

### Boxholms AB idag
Boxholms AB består idag av AB Alvenius Industrier (förvärvat 1990), Eurotempest AB (bildat 2007) och dess dotterbolag Eurotempest B.V. i Nederländerna samt European Tempest UK Ltd, Boxholm Invest AB samt Boxholms Förvaltnings AB. Arla köpte Boxholm Mejeri AB jan 2011.

### Ägare av företaget

#### Boxholms bruk
- 1754–1762 – Gabriel Adolf Ribbing
- 1762–1770 – Göran Gyllenstierna
- 1770–1778 – Adolf Rudbeck
- 1778–1816 – Carl Daniel Burén
- 1816–???? – Peter Carl af Burén
- 1849–1864 – Pontus af Burén (1802–1878)
- 1867–1872 – Pontus af Burén (1835–1905)

#### Boxholms AB
- 1872–1873 Pontus af Burén
- 1983– Bengt-Åke Bengtsson

## Verkställande direktörer
- 1875–1910: Wilhelm Wettergren
- 1910–1933: Elis Wettergren
- 1933–1953: Jonas Hult
- 1954–1967: Uno Wiking-Johnsson
- 1967–1981: Stig Tillmar
- 1981–1984: Armand Sander